# ぎんなん楽団カルテット
「ぎんなん楽団カルテット」（ぎんなんがくだんカルテット）は、高橋克実とチャラン・ポ・ランタンの楽曲。2014年10月から11月にNHKの音楽番組『みんなのうた』で放送された。
本項目では、同楽曲を収録したシングル作品についても記述する。

## 概要
作詞、作曲は中村寛、編曲はチャラン・ポ・ランタンと愉快なカンカンバルカン、歌はチャラン・ポ・ランタンと俳優の高橋克実が担当し、高橋は本曲で初の歌手デビューとなった。
いつも臭い臭いと虐げられる銀杏たちがステージで輝こうと頑張る姿を歌った楽曲であり、曲中では銀杏が茶碗蒸し等で様々な料理で活躍している姿が描かれている。
番組内の放送で使用されたアニメーションは、番組初参加となるmoogaboogaが担当し、映像中には高橋とチャラン・ポ・ランタンも顔だけで登場している。
番組の映像とは別にMVが製作されており、曲中のダンスの振り付けはTEMPURA KIDZが担当した。

## ぎんなん楽団カルテット/あやしい放送局テーマ
『ぎんなん楽団カルテット/「あやしい放送局」テーマ』（ぎんなんがくだんカルテット/あやしいほうそうきょく）は、高橋克実とチャラン・ポ・ランタン、チャラン・ポ・ランタンのスプリット・シングル。2014年11月5日にavex traxより発売された。
「ぎんなん楽団カルテット」はNHK『みんなのうた』、「「あやしい放送局」テーマ」はNHK Eテレ『シャキーン!』で放送された楽曲。このため、『みんなのうた』と『シャキーン!』のコラボシングルと銘打たれている。初回生産限定盤は、ピクチャーレーベル使用で、歌詞絵本が付属している。。
なお、カップリング曲「ムスタファ」は翌月に発売されたアルバム『テアトル・テアトル』に収録されているが、表題曲2曲はチャラン・ポ・ランタン関連のアルバムには未収録となっている。

### 収録曲
全曲 編曲：チャラン・ポ・ランタン
1. ぎんなん楽団カルテット（2:22）
（作詞・作曲：中村寛）
NHK『みんなのうた』2014年10月 - 11月放送曲。
日本コロムビアより2015年に発売された『コロムビアキッズ　NHKみんなのうた 〜しあわせ心♪のうた〜』でアルバム初収録となった。
2. 「あやしい放送局」テーマ（2:14）
（作詞・作曲：小春）
NHK Eテレ『シャキーン!』放送曲
3. ムスタファ（2:41）
（作詞・作曲：小春）